# Ernst van de Wetering
Ernst van de Wetering (Hengelo, 9 maart 1938 – Amsterdam, 11 augustus 2021) was een Nederlandse kunsthistoricus en Rembrandt-specialist.

## Levensloop
Ernst van de Wetering was de zoon van een Nederlandse vader en een Duitse moeder. Hij volgde eerst een opleiding tot beeldend kunstenaar en tekenleraar aan de Koninklijke Academie van Beeldende Kunsten in Den Haag. Tot zijn docenten behoorde Co Westerik. Van 1961 tot 1964 was hij parttime tekenleraar. In 1963 begon hij aan een studie kunstgeschiedenis aan de Universiteit van Amsterdam (UvA). Daarnaast werkte hij van 1964 tot 1968 als tekenaar van microscopische preparaten in het Zoölogisch Museum Amsterdam.
In 1968 werd Van de Wetering assistent bij het Rembrandt Research Project (RRP), dat in dat jaar door onder anderen Bob Haak, Jan Gerrit van Gelder en Josua Bruyn was opgericht. In 1970 werd hij volwaardig lid van het RRP-team. Daarnaast was hij van 1969 tot 1987 als kunsthistoricus verbonden aan het Centraal Laboratorium voor Voorwerpen van Kunst en Wetenschap in Amsterdam (later opgegaan in de Rijksdienst voor het Cultureel Erfgoed). Bij zijn doctoraalexamen in 1973 wijdde hij zijn scriptie aan de 19e-eeuwse Duitse schilder Hans von Marées. In 1986 promoveerde hij bij Bruyn cum laude op een proefschrift over de werkwijze van de vroege Rembrandt. Vanaf 1987 was hij gewoon hoogleraar kunstgeschiedenis aan de Universiteit van Amsterdam.
Na het vertrek van vier leden in 1993 werd hij als opvolger van Josua Bruyn voorzitter van het RRP-team, dat zich tot doel stelde het geschilderde oeuvre van Rembrandt te onderzoeken. De projectgroep deed onder zijn leiding gezaghebbende uitspraken over het auteurschap en de datering van aan Rembrandt toegeschreven werken. Gezien de (financiële) belangen die gepaard konden gaan met de herwaardering van schilderijen werden niet al zijn bevindingen door iedereen onmiddellijk aanvaard.
In 1993 werd Van de Wetering geïnterviewd in het programma Zomergasten van de VPRO.
Na zijn emeritaat als hoogleraar per 1 april 1999 behield hij tot 2011 de dagelijkse leiding over het Rembrandt Research Project, dat in 2014 stopte. Van de Weterings Rembrandt's Paintings Revisited: A Complete Survey was in 2017 zijn definitieve afronding.
Van de Wetering heeft een groot aantal publicaties op zijn naam staan, niet alleen over Rembrandt en historische schildertechnieken, maar ook op het gebied van de theorie en de ethiek van conservering en restauratie. Hij gaf colleges en lezingen in vele landen op het gebied van het Rembrandt-onderzoek en de restauratietheorie. Met zijn expertise trad hij regelmatig op in de media.
In het studiejaar 2002-2003 was hij Slade Professor of Fine Art aan de Universiteit van Oxford. Na afloop werd aan hem de Heritage Preservation/College Art Association Joint Award for Distinction in Scholarship and Conservation uitgereikt. Ook in 2003 werd hij Ridder in de Orde van de Nederlandse Leeuw. In 2005 verscheen een feestbundel te zijner ere, The Learned Eye, geredigeerd door Marieke van den Doel en andere collega's.
Van de Wetering was sinds zijn tijd aan de Haagse Academie met tussenpozen ook praktiserend kunstschilder. Hij maakte vooral portretten en landschappen.
Van de Wetering overleed op 11 augustus 2021 op 83-jarige leeftijd in zijn woonplaats Amsterdam.